# Arne Østergaard
Arne Østergaard er en dansk trommeslager  der har spillet i Fenders fra 1975-1978 og i Bamses Venner fra 1978-1985. Han har siden spillet i andre sammenhænge, bl.a.  Birgit lystager band Heartbreak Hotel, Sky of Blue, Djursland Spillemændene samt forskellige bigbands.
Arne Østergaard er gået på pension, men har tidligere undervist i trommespil på Vejle Musikskole; han er stadig aktiv musikalsk. og bror til trommeslager og skolelærer Eric Østergaard der også har en fortid i Fenders fra 1982-1984 